# Municipio de Mayo
El municipio de Mayo (en inglés: Mayo Township) es un municipio ubicado en el  condado de Rockingham en el estado estadounidense de Carolina del Norte. En el año 2010 tenía una población de 7.377 habitantes.

## Geografía
El municipio de Mayo se encuentra ubicado en las coordenadas 36°27′12.5″N 79°53′25.14″O / 36.453472, -79.8903167.